# Vermittlungsstelle

Struktur des Telefonnetzes (Festnetz)

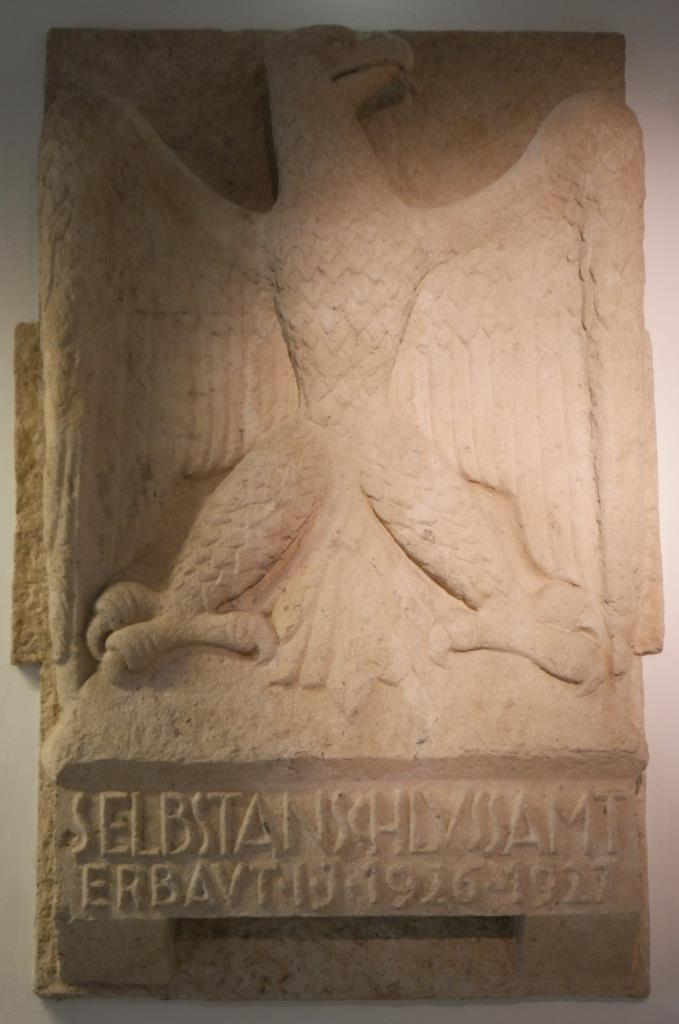
Tafel „Selbstanschlußamt“, Verkehrsmuseum Nürnberg

Eine Vermittlungsstelle ist ein Knoten innerhalb eines Nachrichtennetzes, der die wahlweise Herstellung von Nachrichtenverbindungen ermöglicht.

## Vermittlungsstellenarten
Die Entwicklung der Vermittlungsstellen erfolgte in mehreren Schritten, wobei die anfangs üblichen analogen Vermittlungsstellen ab Anfang der 1980er Jahre von digitalen Vermittlungsstellen abgelöst wurden.

### Analoge Vermittlungsstellen
Analoge Vermittlungsstellen schalten ein analoges elektrisches Signal über elektromechanische und (selten) auch elektronische Baugruppen. Die letzte analoge Vermittlungsstelle im öffentlichen Fernsprechnetz Deutschlands wurde im Dezember 1997 durch ein digitales System ersetzt.

#### Manuelle Vermittlung
Anfangs wurden Telefongespräche manuell vermittelt („Fräulein vom Amt“). Die Vermittlung erfolgte in Fernsprechämtern, z. B. unter Benutzung von Klappenschränken.
Manuelle Vermittlung gibt es heute in öffentlichen Netzen nicht mehr. Am 16. Mai 1966 wurde in Uetze bei Hannover die letzte Handvermittlung im Netz der damaligen Deutschen Bundespost abgeschaltet.
Bei der Reichsbahn und im militärischen Bereich waren mit Feldtelefonen betriebene handvermittelte Fernmeldeeinrichtungen noch bis Ende der 1990er Jahre als OB-Technik im Einsatz.

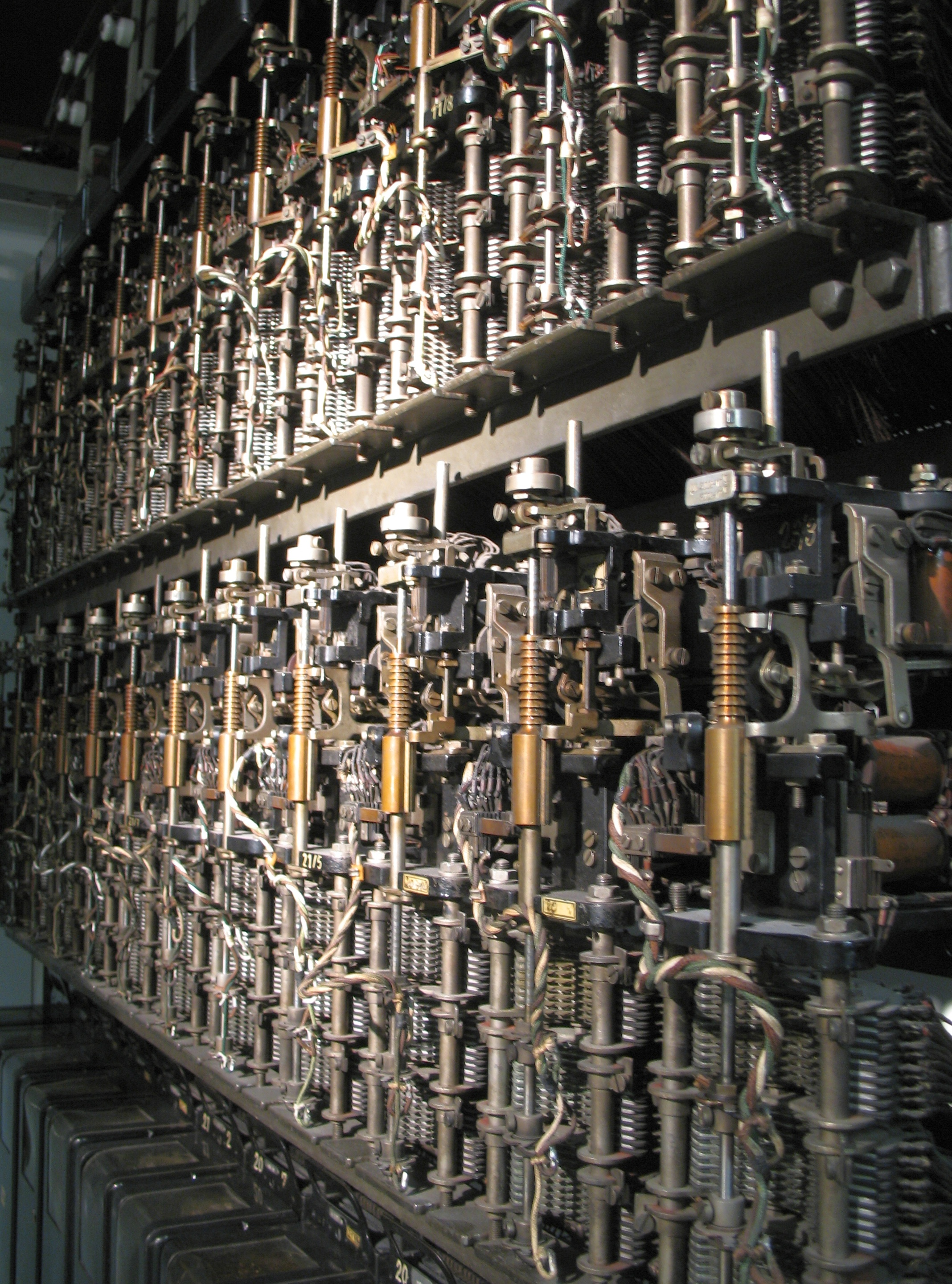
Hebdrehwähler in einer Ortsvermittlung

Die Vermittlung im ersten Mobilfunknetz Deutschlands, dem A-Netz, funktionierte ebenfalls manuell.

#### Elektromechanische Vermittlungsstellen
Die nächste Entwicklungsstufe war die Einführung automatischer Vermittlungsstellen, früher „Selbstanschlußamt“ genannt. Hier erfolgte die Vermittlung durch elektromechanische Wähler (vorwiegend Hebdrehwähler, Drehwähler, Motor-Drehwähler; siehe auch Selbstwähleinrichtung). Diese Wähler wurden direkt von Impulsen gesteuert, die das Telefon beim Wählen der Rufnummer erzeugte.
Mit der Einführung des Selbstwählferndienstes (SWFD) kamen zu den Teilnehmer-Rufnummern die Ortsnetzkennzahlen/OnKz („Vorwahlen“) hinzu. Bestimmte Zifferngruppen einer Rufnummer mit Vorwahl wurden hierbei von speziellen Hierarchie-Ebenen an Vermittlungsstellen verarbeitet. Es existierten die Vermittlungsstellentypen
- Auslandsvermittlungsstelle (AVSt),
- Zentralvermittlungsstelle (ZVSt) (erste Ziffer der Ortsnetzkennzahl),
- Hauptvermittlungsstelle (HVSt) (zweite Ziffer der Ortsnetzkennzahl),
- Knotenvermittlungsstelle (KVSt) (dritte Ziffer der Ortsnetzkennzahl),
- Ortsvermittlungsstelle (OVSt) (letzte Ziffer der Ortsnetzkennzahl), auch Endvermittlungsstelle (EVSt), Teilnehmervermittlungsstelle (TVSt) oder (Wähl-)Amt genannt (Teilnehmer-Rufnummer). In den OVStn erfolgte mittels Gebührenzähler die Erfassung der abzurechnenden Gebühren.

Solche Vermittlungsstellen existieren heute in öffentlichen Telefonnetzen nicht mehr. Analoge elektronische Schaltungen konnten später auch die Signale des Mehrfrequenzwahlverfahrens (MFV) verarbeiten.

### Digitale Vermittlungsstellen

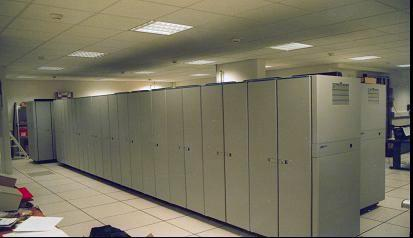
Digitale Vermittlungsstellen (Nortel)

Digitale Vermittlungsstellen wandeln die analoge Sprache in digitale Datenpakete um und schalten ein digitales Signal über elektronische Baugruppen. Ein weiteres Merkmal digitaler Netze ist, dass die Sprachsignale der Teilnehmer und die Signalisierungsinformationen, die zum Aufbau und Abbau eines Telefongesprächs erforderlich sind, in unterschiedlichen Unternetzen transportiert werden.

#### Digitale elektronische Vermittlungsstellen
Ab Anfang der 1980er Jahre wurden die digitalen Vermittlungsstellen eingeführt. Sie wandeln das analoge Sprachsignal in ein Digitalsignal um. Anfangs blieb die analoge Netzstruktur bestehen; es wurden lediglich die älteren, analog übertragenden Vermittlungsstellen durch digitale elektronische ersetzt. Im Netz der Deutschen Bundespost wurde in dieser Zeit unterschieden zwischen
- Auslandsvermittlungsstellen (DIVA),
- Fernvermittlungsstellen (DIVF) und
- Ortsvermittlungsstellen (DIVO)

#### Digitale Vermittlungsstellen mit vermaschter Netzstruktur
Mitte der 1990er Jahre war im Netz der Deutschen Telekom die Umstellung auf digitale Vermittlungsstellen beendet. Es wurde eine vermaschte Netzstruktur für das digitale Netz eingeführt, bei der die Vermittlungsstellen für das Fernnetz nicht mehr hierarchisch, sondern untereinander vermascht aufgebaut wurden. Die digitalen Vermittlungsstellen werden wie folgt typisiert:
- Vermittlungseinheit Ortsnetz (VE:O),
- Vermittlungseinheit Fernnetz (VE:F),
- Vermittlungseinheit mit Netzübergangsfunktion (VE:N),
- Vermittlungseinheit Ausland (VE:A).

#### Paketvermittlungsstellen
Während das bisherige digitale Vermittlungsstellennetz auf leitungsgebundener Vermittlung basiert, ist ein Ersatz durch paketvermittelte Technik (Next Generation Network, IP Multimedia Subsystem, Next Generation Mobile Networks) weitgehend abgeschlossen. Die Funktion einer digitalen Vermittlungsstelle wird hierbei aufgespalten in die Funktion eines Media Gateway Controller, der den Weg des Sprach- und Datenverkehrs durch das Netz organisiert, und Media Gateway, der die Sprach- und Datenpakete nach Vorgabe des Media Gateway Controller weiterleitet.

## Vermittlungsarten

### Leitungsvermittlung
Bei der Leitungsvermittlung wird den Endstellen für die gesamte Dauer des Nachrichtenaustausches ein Kanal fester Bandbreite zugeteilt. Dazu werden Zubringerleitungen und Abnehmerleitungen für die Dauer der Verbindung über ein Koppelfeld fest miteinander verbunden.
Bis in die 1990er Jahre wurden in den Koppelfeldern der Vermittlungsstellen aufwändige elektromechanische Bauelemente verwendet. Dazu zählten insbesondere Schrittschaltwähler wie der Hebdrehwähler und der Edelmetallkontakt-Motor-Drehwähler. Diese beanspruchten viel Platz und hatten einen großen Verschleiß, so dass der Betrieb einer Vermittlungsstelle ziemlich personalintensiv war. Daneben existierten noch wählerlose Vermittlungsstellen, bei denen die Verbindung beispielsweise mithilfe des Koordinatenschalters hergestellt wurde. Ab den 1970er Jahren wurde eine damals neuartige wählerlose Vermittlungstechnik in Nebenstellenanlagen eingesetzt, die mit ESK-Relais arbeitete. Diese Relais besaßen eine hohe Betriebssicherheit bei geringer Wartung und großer Lebensdauer. Trotzdem konnte sich diese Technik aufgrund der zunehmenden Konkurrenz von Halbleiterbauelementen, die noch wesentlich mehr Vorteile boten, nicht flächendeckend durchsetzen.
Seit den 1970er Jahren begann man, nach und nach die elektromechanischen Komponenten in den Koppelfeldern durch elektronische Bauteile zu ersetzen, beispielsweise durch Feldeffekt-Transistoren und Integrierte Schaltkreise. Mit dem dabei vollzogenen Umstieg von der direkten Steuerung auf die indirekte Steuerung war es möglich, neue Leistungsmerkmale anzubieten und zum Beispiel auch das Mehrfrequenzwahlverfahren zu ermöglichen.
Ein weiterer Meilenstein war der Umstieg von analoger auf digitale Vermittlungstechnik. Das Sprachsignal wird nicht mehr galvanisch durchgeschaltet, sondern über ein digitales Koppelfeld in Form eines 64 kbit/s-PCM-Datenstroms vermittelt.

### Paket- und Zellvermittlung
Bei der Paketvermittlung werden durch eine Vermittlungssoftware die ankommenden Nachrichtenblöcke (Datenpakete) zwischengespeichert und entsprechend der im Kopf des Nachrichtenblocks (Header) enthaltenen Zielinformation über einen weiterführenden Leitungsabschnitt weitergeleitet. Da es häufige Pausen in einem Gespräch gibt, während denen eine fest zugeteilte Leitung quasi ungenutzt wäre, können Leitungen so ausgelastet werden, dass Datenpakete unterschiedlicher Gespräche auf einer Leitung transportiert werden.
Paketvermittelnde Netze wie das Datex-P-Netz haben Vermittlungsstellen.
Die Knoten, die in IP-Netzen zur Weiterleitung der Pakete (IP-Routing und IP-Switching) benutzt werden, werden gewöhnlich nicht als Vermittlungsstellen bezeichnet. Dies ist auch bei dem von Ethernet-Switchen verwendete Frame-Switching ungebräuchlich.
Beim von ATM verwendeten Cell-Switching wird dagegen wieder von Vermittlungsstellen gesprochen, allerdings nur dann, wenn es um große öffentliche Netze geht (die sehr selten sind, in nennenswerter Anzahl gibt es ATM-Vermittlungsstellen nur beim Department of Defense). Bei ATM in Firmennetzen ist nur der Ausdruck „switch“ üblich.
Die IP-Telefonie nutzt IP für die Sprachübertragung und überträgt die IP-Pakete über das Internet. Die Einrichtungen, die die Nachrichtenwege für die IP-Pakete steuern, nennt man nicht Vermittlungsstelle, weil ihre Funktionen sich von denen der traditionellen Vermittlungsstellen stark unterscheiden. Man benutzt stattdessen neue Begriffe wie Softswitch und Media Gateway.

## Hierarchie

### Digitales Vermittlungsstellennetz

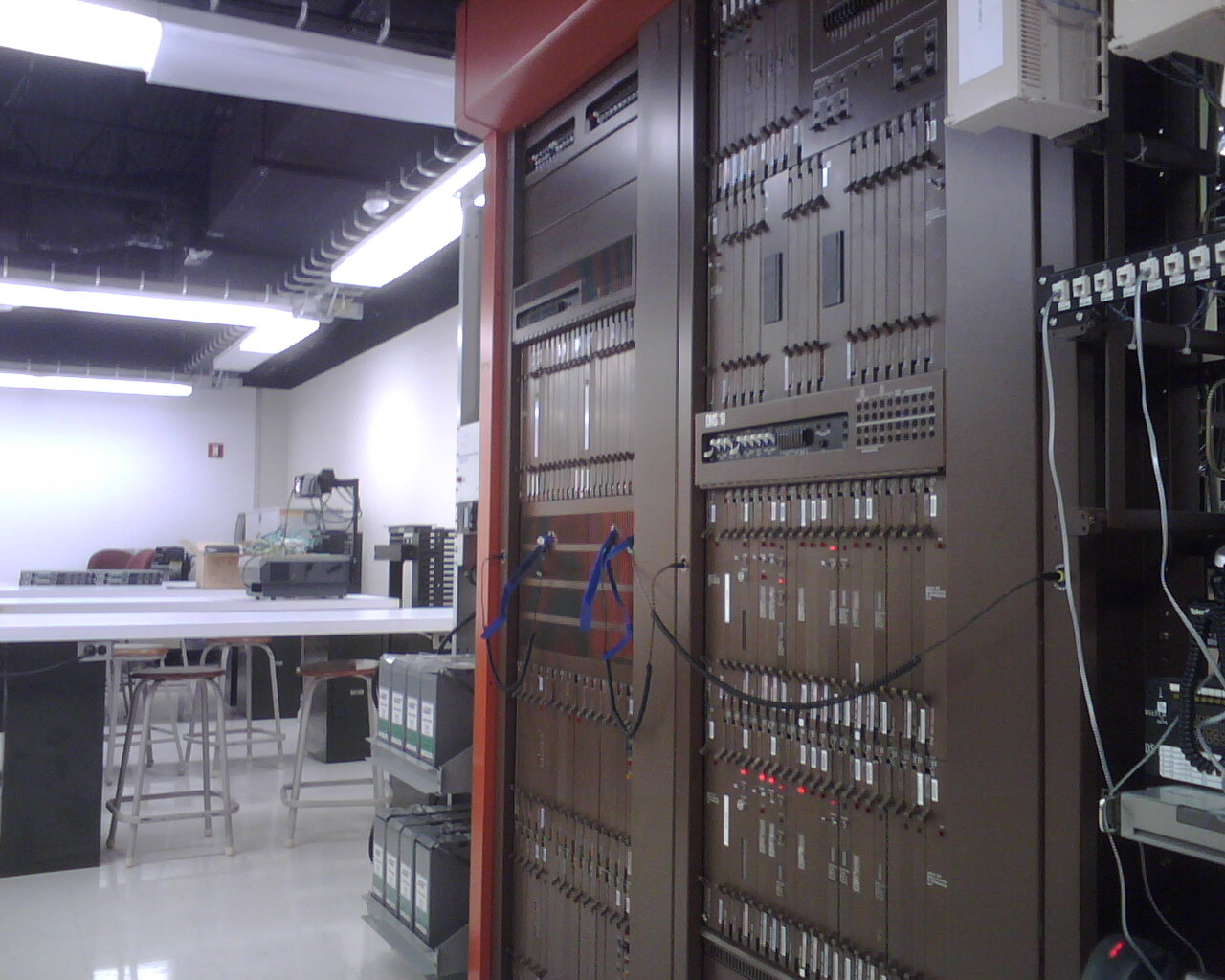
Digitale Vermittlungsstelle (Nortel)

Heutige Telefonnetze haben im Gegensatz zu früheren keine ausgeprägte hierarchische Struktur mehr. So sind zum Beispiel im Netz der Deutschen Telekom von den ehemals vier Hierarchieebenen nur noch zwei übrig geblieben.
Fernvermittlungsstellen (VE:F, alte Bezeichnung: DIVF) bilden die oberste Ebene.
Diese Vermittlungsstellen sind stark miteinander vermascht. Diese Vermittlungsstellen besitzen oft Netzübergangsfunktionen (VE:N), um Gespräche aus dem eigenen Netz in die Netze anderer nationaler Telefongesellschaften weiterleiten zu können.
Als Durchgangsvermittlungsstelle bezeichnet man Vermittlungsstellen, die nur Verkehr zwischen Vermittlungsstellen abwickeln, an die aber in der Regel keine Teilnehmer angeschlossen sind. Fernvermittlungsstellen sind Durchgangsvermittlungsstellen.
Auslandsvermittlungsstellen (VE:A) vermitteln den Verkehr zwischen unterschiedlichen Ländern. Auslandsvermittlungsstellen sind an Fernvermittlungsstellen angeschlossen. Sie haben innerhalb des eigenen Netzes keine Vermittlungsfunktion.
Ortsvermittlungsstellen (VE:O, alte Bezeichnung: DIVO) bilden die unterste Ebene. Sie verwalten die Kundenanschlüsse. Mehrere Ortsvermittlungsstellen sind sternförmig an eine Fernvermittlungsstelle angeschlossen.
Eine Ortsvermittlungsstelle kann, je nach Ausbauzustand, 10.000 bis über 100.000 Teilnehmer verwalten. In großen Städten können somit mehrere Ortsvermittlungsstellen existieren. Die Identifizierung von Ortsvermittlungsstellen durch die ersten 1–3 Ziffern einer Rufnummer ist häufig noch vom ehemaligen analogen Vermittlungsnetz übernommen worden, es bedeutet, die Rufnummern eines Stadtteils beginnen immer mit identischen 1.–3. Ziffern. Eine Zuordnung bestimmter Rufnummernbereiche zu einer Vermittlungsstelle ist heute nicht mehr in allen Fällen eindeutig möglich. Zum einen werden neu vergebene Nummern nicht mehr geografisch verteilt, stattdessen werden in Deutschland die Rufnummern inzwischen blockweise an die Telefonanbieter vergeben. Zum anderen kann durch einen Umzug die Rufnummer geografisch portiert werden, also in einen fremden Rufnummernbereich mitgenommen werden. Mit Wegfall des zugehörigen Anschlusses kehrt die geografische portierte Rufnummer jedoch wieder in den ursprünglichen Vermittlungsstellenbereich zurück.
Viele kleinere Gemeinden teilen sich eine Ortsvermittlungsstelle (Mutter-VSt), die zusammen mit dem Kabelnetz das Ortsnetz eines Ortes bildet. An diese Mutter-VSt können Teilvermittlungsstellen in anderen Orten angeschaltet werden. Die Teilvermittlungsstellen übernehmen meist nur eine Konzentration des Angebots. Sie werden auch als Abgesetzte periphere Einheit (APE) bezeichnet. Die Notwendigkeit, abgesetzte Vermittlungseinrichtungen einzusetzen, ergibt sich daraus, dass die Anschlussleitung zum Teilnehmer nicht beliebig verlängert werden kann. Der Schleifenwiderstand und die Dämpfung setzen physikalische Grenzen, die man sonst nur durch zusätzliches Gerät im Anschlussbereich hinausschieben könnte.

### Ehemaliges analoges Vermittlungsstellennetz

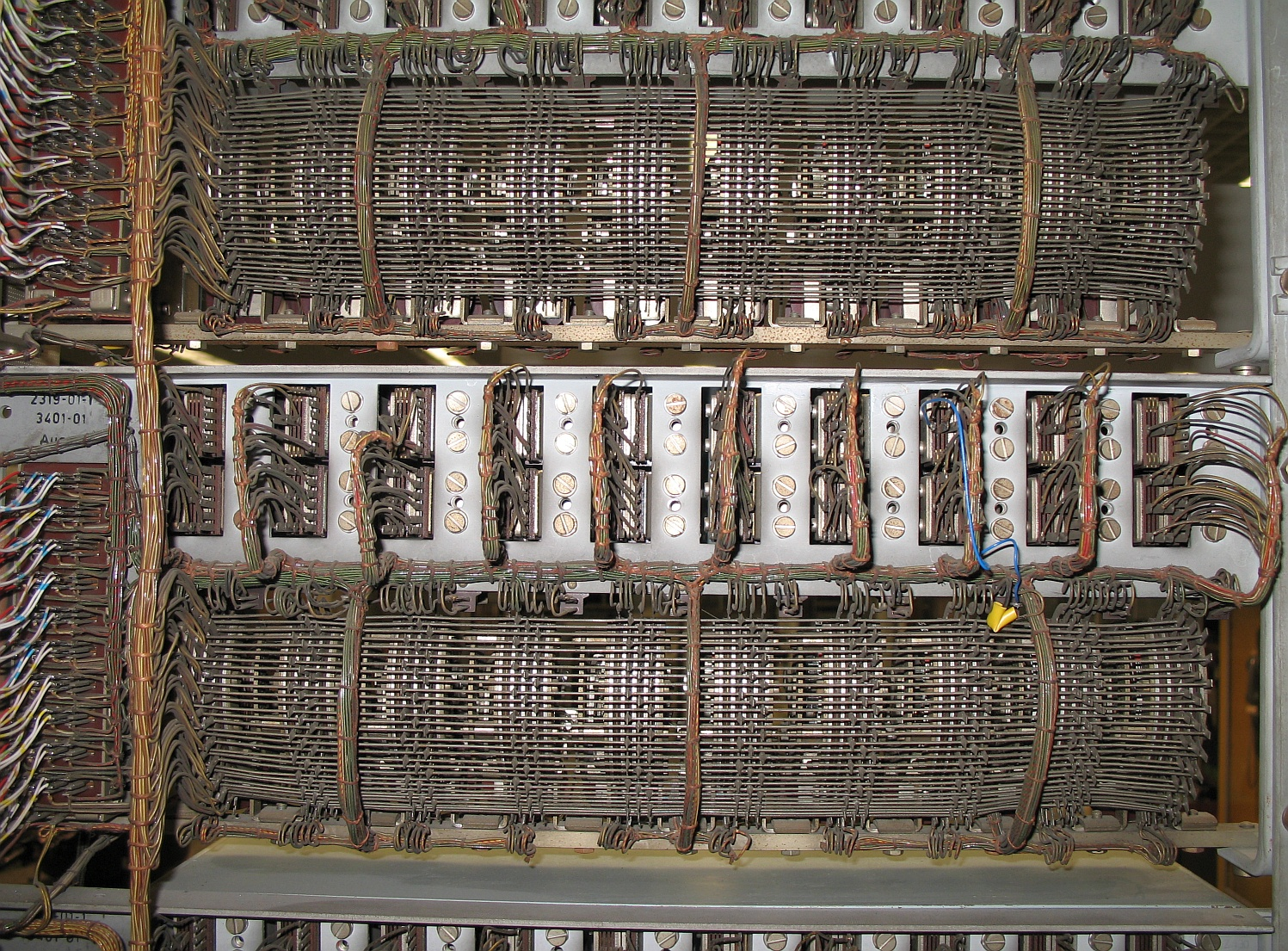
Rückseitige Verkabelung einer Drehwählerbank im analogen Vermittlungsstellennetz

Da jede gewählte Ziffer einer Rufnummer im analogen Netz einzeln ausgewertet wurde, war es notwendig, das Netz hierarchisch aufzubauen.

#### Ortsnetz
Die unterste Ebene bestand im Wesentlichen aus einer oder mehreren Orts- bzw. Endvermittlungsstellen, wobei jeder Vermittlungsstelle eine oder mehrere Ziffern zugeordnet waren.
Die Ziffern 1 bis 8 waren den einzelnen Bereichen einer OVSt bzw. den EVSt’n zugeordnet; war die erste Ziffer jedoch eine 1, so konnte auf sie keine weitere 1 folgen, es sei denn, es handelte sich um eine Notruf- oder Sonderrufnummer. Zum Beispiel konnte eine VSt mit den Ziffern 2 und 3 für die Kernstadt vorgesehen sein, die 5 und 6 mit einer weiteren VSt für Stadtteile im Westen und Norden, die 7 für einen Stadtteil im Osten der Stadt und die 8 für eine angrenzende Ortschaft – ebenfalls mit eigener VSt. Diese Aufteilung hielt die Leitungslänge zu den Teilnehmern in vertretbaren Grenzen.
Die 9 war ursprünglich eine Verkehrsausscheidungsziffer für den vereinfachten Selbstwählferndienst (vSWFD). Er bestand aus Querverbindungswegen zu benachbarten Städten, zu denen reger Telefonverkehr herrschte. Später, nachdem der vSWFD abgeschafft wurde, wurde die Ziffer 9 verwendet, um in Ortsnetzen, die noch an einer analogen Vermittlungsstelle angeschlossen waren, ISDN anbieten zu können. Diese Anschlüsse wurden dann von anderen Vermittlungsstellen aus versorgt. Nicht alle Ortsnetze verwendeten hierfür die Gasse 9; bei manchen Ortsnetzen war diese bereits belegt, so dass man auf andere Gassen auswich.
Ab 1952 (vorher handvermittelt) wurde die Ziffer 0 in der Übergangstechnik-I (2-Drahttechnik) und -II (ab 1956, 4-Drahttechnik) zur Verkehrsausscheidungsziffer im SWFD. Anfang der 1960er Jahre erfolgte die Einführung des Fernwählsystems T62 mit einheitlichem Rufnummernplan.

#### Fernnetz
Durch Wahl der 0 als erste Ziffer wurde eine Verbindung in das Fernvermittlungsstellennetz (FVSt) aufgebaut, das aus drei Hierarchieebenen bestand:
1. Zentralvermittlungsstellen (ZVSt, auch ZA für Zentralamt)
2. Hauptvermittlungsstellen (HVSt, auch HA für Hauptamt)
3. Knotenvermittlungsstellen (KVSt, auch KA für Knotenamt)

Die Ortsvermittlungsstellen (OVSt), auch Ortsamt (OA) oder Endamt (EA) genannt, gehörten nicht mehr zum Fernnetz.
Die zweite Ziffer einer Vorwahl baute eine Verbindung zur obersten Hierarchieebene (ZVSt) auf, außer es handelte sich um eine weitere 0, denn dann wurde eine Verbindung zur Auslandsvermittlungsstelle hergestellt.
Die folgenden Ziffern führten weiter durch die Hierarchieebenen über HVSt (3. Ziffer) und KVSt (4. Ziffer) bis zur OVSt (5. Ziffer).

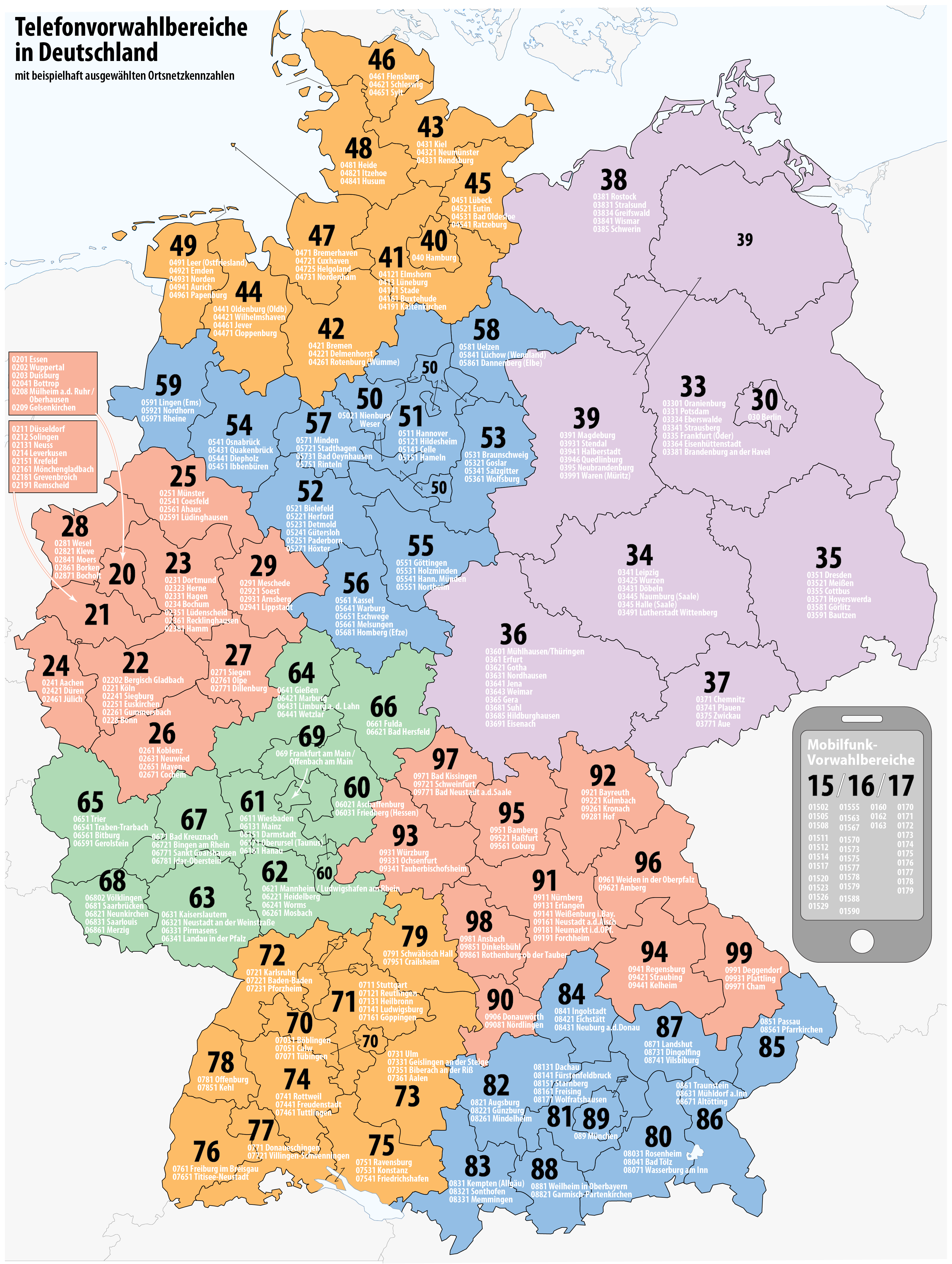
Zentralvermittlungsbereiche

Aufgrund der vorhandenen Ziffern (0 bis 9) war die Anzahl der Zentralvermittlungsstellen vorgegeben. Allerdings hätte man im Falle einer frühen Wiedervereinigung mindestens zehn ZVStn benötigt, weshalb auch zweistellige ZA-Kennziffern vorgesehen werden mussten (2 bis 9 und 12 bis 19).

##### Zentralamtskennziffern
- 1  →  kein Zentralvermittlungsbereich, wurde für Sondernummern sowie als Gasse für die ursprünglich geplanten zweistelligen ZVStn. reserviert
- 11 → Sonderdienste
- 12 → Rostock (geplant)
- 13 bis 18 → Reserve
- 19 → Nürnberg (geplant, „vorläufig“ stattdessen 9)
- 10 → Fernamt (Handvermittlung)
- 2  →  Düsseldorf
- 3  →  Berlin
- 4  →  Hamburg
- 5  →  Hannover
- 6  →  Frankfurt am Main
- 7  →  Stuttgart
- 8  →  München
- 9  →  Nürnberg (zunächst vorläufig, wäre im Falle einer frühen Wiedervereinigung an Leipzig abgegeben worden)
- 0  →  Verkehrsausscheidungsziffer (Auslandsvermittlungsstelle)

Jedes ZA konnte bis zu zehn HÄ (Hauptämter) und diese wiederum theoretisch bis zu neun (Sonderfall, da die 1 für das Ortsamt am Ort des HA verlorengeht) KÄ (Knotenämter) versorgen, was sich ebenfalls aus dem vorhandenen Ziffernkontingent von 0 bis 9 erklärt.
Das HA am Ort des ZA erhielt die Ziffer 1 (falls mehr als neun KÄ an dieses HA angeschlossen werden sollten, wurde zusätzlich die 0 für die weiteren KÄ verwendet; dadurch sinkt die Zahl der an dieses ZA anschließbaren HÄ auf neun; die Zahl der an dieses HA anschließbaren KÄ steigt von neun auf neunzehn).
Das Ortsnetz am Ort eines HA erhielt eine verkürzte Vorwahl mit der Endziffer 1 an der Stelle des KA.
Das Ortsnetz am Ort eines KA erhält eine Vorwahl mit der Endziffer 1.

#### DDR
Im Fernmeldenetz der DDR gab es diesen hierarchischen Netzaufbau auch, mit dem Unterschied, dass die Netzebene ZVSt nicht existierte. Es gab zwischen benachbarten Knotennetzen zahlreiche Zweig- und Maschenbündel. Da mit einer Ausnahme nur direkt gesteuerte Vermittlungsanlagen eingesetzt wurden, existierten für ein Ortsnetz, abhängig vom Ortsnetz des Anrufers, meist zwei unterschiedliche Vorwahlnummern. Eine Vorwahl für den Regelweg und eine für den Maschenweg (vgl. Telefonvorwahl (DDR)). Beim Maschenweg waren die Verbindungsgebühren günstiger als beim Regelweg. Vorwahlen für Regelweg begannen entweder mit 00 oder 09, Vorwahlen ins Ausland begannen mit 06; ein Selbstwählferngespräch in die Tschechoslowakei begann z. B. mit 0642. Westberlin war aufgrund des Viermächte-Status aus Sicht der DDR bezüglich Ostberlin kein Ausland und dementsprechend von dort über die Vorwahl 849 zu erreichen.

#### Wiedervereinigung
Die neuen Bundesländer werden – abweichend von der ursprünglichen westdeutschen Planung, die die Gassen 03, 09 und 012 vorsahen – seit der Wiedervereinigung im Wesentlichen über die Gasse 03 versorgt. Hier kann die Ortsnetzkennzahl fünfstellig sein (zum Beispiel 034567/xxxx). Dies wäre mit der ursprünglichen analogen Technik jedoch nicht möglich gewesen; eine einzige ZVSt hätte für ein so großes Gebiet nicht ausgereicht.
Die Länge einer Rufnummer ist international abgestimmt. Bis zum 31. Dezember 1996 waren maximal 12 Ziffern erlaubt, inklusive der internationalen Vorwahl und der Ziffern der Durchwahl, jedoch ohne Verkehrsausscheidungsziffern. Seither sind laut ITU-T-Empfehlung E.164 bis zu 15 Ziffern zulässig, ohne Verkehrsausscheidungsziffern.
Die Umstellung erfolgte schrittweise mit der Inbetriebnahme der, für die umliegenden OVSt’n zuständigen, digitalen Fernvermittlungsstellen (DIVF). Das AVON, in dem die jeweils aktuellen Vorwahlen bekanntgemacht wurden, erschien nach Bedarf.

#### Beispiel
Ein Teilnehmer im Ortsnetz Bad Zwischenahn hatte die Rufnummer 04403/xxxx: Die erste 4 baute einen Verbindungsweg über Hamburg (ZVSt) auf. Die zweite 4 führte diesen Verbindungsweg weiter zur HVSt in Oldenburg und die dann folgende 0 leitete eine Verbindung zur KVSt (in diesem Beispiel ebenfalls am Standort Oldenburg) ein. Durch Wahl der Ziffer 3 war die Verbindung zur OVSt Bad Zwischenahn vollständig aufgebaut und die Auswertung der Ortsrufnummer begann.
Wenn aber ein Teilnehmer zum Beispiel aus dem Ortsnetz Rastede, das die Vorwahl 04402 besitzt, diese Rufnummer in Bad Zwischenahn erreichen wollte, so war es unwirtschaftlich, den hierarchischen Weg über Hamburg zu belegen. Für solche Ziele wurden Querverbindungswege eingerichtet. In diesem Beispiel waren beide Ortsnetze an dieselbe KVSt (440 – Oldenburg) angeschlossen und der Verbindungsweg wurde nur über Oldenburg etabliert.
Querverbindungswege wurden nach wirtschaftlichen Gesichtspunkten eingerichtet und haben das in oberster Ebene existierende Maschennetz zwischen den ZVStn auf den Ebenen der HVStn und KVStn weiter verfeinert. Bei häufigem Telefonverkehr zwischen zwei Ortsnetzen gab es auch Querverbindungswege zwischen den OVStn, so dass kein hierarchischer Verbindungsaufbau mehr notwendig war.

#### Österreich
In Österreich war die analoge Netzstruktur ähnlich wie in Deutschland, die einzelnen Netzebenen hatten jedoch andere Namen:
- Hauptbereichsamt (entspricht der deutschen Zentralvermittlungsstelle; in Wien, Linz, Salzburg, Innsbruck, Klagenfurt und Graz)
- Knotenamt
- Verbundamt
- Endamt
- Teilamt (in Orten mit mehreren Vermittlungsstellen, konnten an den ersten Stellen der Telefonnummer unterschieden werden)

In Wien befand sich das Transitamt als Auslandvermittlungsstelle.
Seit dem 14. Dezember 1972 war in Österreich die Automatisierung des Selbstwählverkehrs im Inland sowie nach Deutschland, der Schweiz und Italien abgeschlossen.